# Tibeti uralkodók listája
Az alábbi lista az ókorban és a középkorban létező Tibeti Császárság és Tibeti Királyság uralkodóit tartalmazza.

## Tibeti császárok (i. e. 247–i. sz. 845)
| Uralkodó                 | Uralkodott                        | Megjegyzés                                       |
| ------------------------ | --------------------------------- | ------------------------------------------------ |
| Njatri Cenpo             | i. e. 247 – i. e. 2. század       |                                                  |
| Mutri Cenpo              | i. e. 2. század                   |                                                  |
| Dingtri Cenpo            | i. e. 2. század                   |                                                  |
| Szotri Cenpo             | i. e. 2. század                   |                                                  |
| Mertri Cenpo             | i. e. 2. század                   |                                                  |
| Dakrri Cenpo             | i. e. 2. század                   |                                                  |
| Sziptri Cenpo            | i. e. 2. század – i. e. 100       |                                                  |
| Drigum Cenpo             | i. e. 100 – i. e. 1. század       |                                                  |
| Csatri Cenpo             | i. e. 1. század – i. e. 50        |                                                  |
| Eso Lek                  | i. e. 50 – i. e. 1. század        |                                                  |
| Deso Lek                 | i. e. 1. század – i. e. 1. század |                                                  |
| Tiso Lek                 | i. e. 1. század – 1. század       |                                                  |
| Guru Lek                 | i. e. 1. század – 1. század       |                                                  |
| Trongzi Lek              | i. e. 1. század – 1. század       |                                                  |
| Iso Lek                  | 1. század–100                     |                                                  |
| Zanam Zindé              | 100 – II. század                  |                                                  |
| Detrul Namsungcen        | 2–3. század                       |                                                  |
| Szenöl Namdé             | 2–3. század                       |                                                  |
| Szenöl Podé              | 2–3. század                       |                                                  |
| Szenöl Nam               | 2.–3. század                      |                                                  |
| Szenöl Po                | 2–3. század                       |                                                  |
| Degjel Po                | 2–3. század                       |                                                  |
| Detrin Cen               | 3. század – 300                   |                                                  |
| Tori Longcen             | 300 – 4. század                   |                                                  |
| Tricen Nam               | 4–5. század                       |                                                  |
| Tridra Pungcen           | 4–5. század                       |                                                  |
| Tritog Jecen             | 4–5. század                       |                                                  |
| Thothori Nyancen (*374)  | 5. század – 494                   |                                                  |
| Trinjen Zungcen          | 494 – 6. század                   |                                                  |
| Drongnjen Deu            | 6. század – 579                   |                                                  |
| Tagbu Njaszig            | 579–619                           |                                                  |
| Namri Szongcen           | 619–629                           |                                                  |
| Szongcen Gampo (*593?)   | 629–649                           | Namri Szongcen fia.                              |
| Gungszrong Gungcen       | 649–653                           | Szongcen Gampo fia. Nem biztos, hogy uralkodott. |
| Mangszong Mangcen (*637) | 653–679                           | Gungszrong Gungcen fia.                          |
| Tridu Szongcen (*670)    | 679–704                           | Mangszong Mangcen fia.                           |
| La                       | 704–705                           | Tridu Szongcen fia.                              |
| Trimalod                 | 705–712                           | Tridu Szongcen özvegye.                          |
| Me Agcom (*693)          | 712–755                           | Tridu Szongcen fia.                              |
| Triszong Decen (*742)    | 755–796                           | Me Agcom fia.                                    |
| Muné Cenpo (*762)        | 796–799                           | Triszong Decen fia.                              |
| Szadnalegsz              | 799–815                           | Muné Cenpo fivére.                               |
| Ralpacsen (*805)         | 815–841                           | Szadnalegsz fia.                                 |
| Langdarma                | 841–845                           | Ralpacsen fivére.                                |

## Szakja lámák (1216–1365)
| Uralkodó                                       | Uralkodott                           | Megjegyzés |
| ---------------------------------------------- | ------------------------------------ | ---------- |
| Szakja Pandita (*1182)                         | láma: 1216 – †1251. november 28.     |            |
| Drogön Csögjal Pagpa (*1235. március 6.)       | láma: 1251 – †1280. november 22.     |            |
| Dharmapala Rakszita (*1268)                    | láma: 1280–1282, †1287. december 24. |            |
| Interregnum (1282 – 1286)                      |                                      |            |
| Dzsamjang Rincsen Gjaltszen (*1256)            | láma: 1286–1303, †1305. február 5.   |            |
| Interregnum (1303 – 1306)                      |                                      |            |
| Zangpo Pal (*1261)                             | láma: 1306 – †1323                   |            |
| Interregnum (1323 – 1325)                      |                                      |            |
| Khatszun Namkha Lekpa Gjaltszen (*1305)        | láma: 1325–1341, †1343               |            |
| Dzsamjang Donjo Gjaltszen (*1310)              | láma: 1341 – †1344                   |            |
| Lama Dampa Szonam Gjaltszen (*1312. május 16.) | láma: 1344–1347, †1375. július 23.   |            |
| Lotro Gjaltszen (*1332)                        | láma: 1347 – †1365                   |            |

## Tibeti királyok (1354–1613k.)
| Uralkodó                    | Uralkodott                   | Megjegyzés |
| --------------------------- | ---------------------------- | ---------- |
| Csangcsub Gjaltszen (*1302) | kir.: 1354 – †1364           |            |
| Sakja Gjaltszen (*1340)     | kir.: 1364 – †1373           |            |
| Drakpa Csangcsub (*1356)    | kir.: 1374–1381, †1386       |            |
| Szonam Drakpa (*1359)       | kir.: 1381–1385, †1408       |            |
| I. Drakpa Gjaltszen (*1374) | kir.: 1385 – †1432           |            |
| Drakpa Dzsungne (*1414)     | kir.: 1432 – †1446           |            |
| Kunga Lekpa (*1433)         | kir.: 1448–1481, †1483       |            |
| Ngagi Wangpo (*1439)        | kir.: 1481 – †1491           |            |
| Tszokje Dorje               | régens: 1491–1499, †1509     |            |
| Tasi Drakpa (*1488)         | kir.: 1499 – 1554, ld. alább |            |
| II. Drakpa Gjaltszen        | kir.: 1554 – 1556, ld. alább |            |
| Tasi Drakpa (2x)            | kir.: 1557 – †1564           |            |
| Interregnum (1564 – 1576)   |                              |            |
| II. Drakpa Gjaltszen (2x)   | kir.: 1576 – †1604           |            |
| Wanggyur Gyalpo (*1589?)    | kir.: 1604 – †1613           |            |
| Drakpa Namgjal Palzang      | kir.: 1613 körül, †1671      |            |

## Fordítás
- Ez a szócikk részben vagy egészben  a   List of emperors of Tibet című angol Wikipédia-szócikk fordításán alapul.  Az eredeti cikk szerkesztőit annak laptörténete sorolja fel. Ez a jelzés csupán a megfogalmazás eredetét és a szerzői jogokat jelzi, nem szolgál a cikkben szereplő információk forrásmegjelöléseként.
- Ez a szócikk részben vagy egészben  a   Lijst van Tibetaanse heersers című holland Wikipédia-szócikk fordításán alapul.  Az eredeti cikk szerkesztőit annak laptörténete sorolja fel. Ez a jelzés csupán a megfogalmazás eredetét és a szerzői jogokat jelzi, nem szolgál a cikkben szereplő információk forrásmegjelöléseként.